# Портоферајо (Ливорно)
Портоферајо (итал. Portoferraio) је насеље у Италији на острву Елба, у округу Ливорно, региону Тоскана.
Према процени из 2011. у насељу је живело 8296 становника. Насеље се налази на надморској висини од 2 м.

## Становништво
Према резултатима пописа становништва 2011. у општини је живело 11.641 становника.
| 1936.  | 1951.  | 1961.  | 1971.  | 1981.  | 1991.  | 2001. | 2011.  |
| ------ | ------ | ------ | ------ | ------ | ------ | ----- | ------ |
| 11.825 | 10.385 | 10.272 | 10.629 | 10.839 | 11.042 | 28    | 11.641 |